# حمیدرضا صلاحمند
حمیدرضا صلاحمند (زاده ۱ فروردین ۱۳۳۲ - تهران) کارگردان اهل ایران است. او دانش‌آموخته رشته ریاضی و آمار از دانشگاه جندی‌شاپور است.

## سینما

### کارگردانی
- سه درجه تب (۱۳۸۹)
- نیش زنبور (۱۳۸۸)
- زمانه (۱۳۸۰)

### نویسنده
- زمانه (۱۳۸۰)